# Vicente Ehate Tomi
Vicente Ehate Tomi (n. 1968) es un político ecuatoguineano miembro del Partido Democrático de Guinea Ecuatorial, fue primer ministro de su país desde el 21 de mayo de 2012 hasta el 22 de junio de 2016.

## Biografía
Anteriormente fungió como ministro de Transportes y Tecnología y ministro de Correos y Telecomunicaciones. También se desempeñó como secretario general del Presidente Teodoro Obiang y como responsable de la coordinación de la gestión administrativa.
Actualmente se desempeña como miembro del Senado de Guinea Ecuatorial.